# Mustur, Jagalur
Mustur là một làng thuộc tehsil Jagalur, huyện Davanagere, bang Karnataka, Ấn Độ.